# Первомайский сельский округ (Алматинская область)
Первомайский сельский округ (каз. Первомай ауылдық округі) — административная единица третьего уровня в Илийском районе Алматинской области. Административным центром является поселок Первомайский.

## История
Весной 2015 года сельский округ был ликвидирован решением маслихата Алматинской области от 27 марта 2015 № 43-247 и постановлением акимата Алматинской области от 27 марта 2015 № 156. Из состава округа были переданы следующие земли: в состав Ащибулакского сельского округа площадью 1,37 км², в состав Байсеркенского сельского округа площадью 4,53 км² и в состав КазЦИКовского сельского округа площадью 2,57 км². Поселок Первомайский был передан в состав Жетысуского района города Алматы. Ныне микрорайон Кемел.

## Примечание
1. ↑  Об изменении границ Байсеркенского, КазЦИКовского, Ащибулакского сельских округов и поселка Боралдай Илийского района Алматинской области - ИПС "Әділет". adilet.zan.kz. Дата обращения: 12 июня 2020. Архивировано 21 мая 2015 года.